# Grand Theft Auto
Grand Theft Auto (сокр. GTA) — серия компьютерных игр в жанре action-adventure, созданная Дэвидом Джонсом и Майком Дейли. Более поздние игры разрабатывались под руководством братьев Дэна и Сэма Хаузеров, Лесли Бензиса и Аарона Гарбута. Основным разработчиком серии является британская студия Rockstar North (бывшая DMA Design), а издателем — её американская материнская компания Rockstar Games. Игры серии, начиная с Grand Theft Auto III, принадлежат к числу самых высокооценённых критиками и самых продаваемых игр в истории; серия является одной из самых коммерчески успешных медиафраншиз в индустрии компьютерных игр. На 2022 год в серии насчитывается пятнадцать игр на различных платформах, а также 8 сборников и переизданий.
Действие большинства игр серии Grand Theft Auto происходит на территории США, в вымышленных городах Либерти-Сити и Вайс-Сити, прообразами которых послужили соответственно Нью-Йорк и Майами, и вымышленном штате Сан-Андреас, прообразом которого стали Калифорния и Невада. Игры серии предлагают игроку обширные открытые миры, где игрок может как продвигаться по сюжету, выполняя цепочки связанных друг с другом миссий, так и самостоятельно находить интересные места и задания. Геймплей игр включает в себя симуляцию управления автомобилем и элементы шутера, а также ролевых игр и стелса.

## Игры
| Год                                             | Название                                               | Разработчик                  | Платформы                                     | Платформы      | Платформы      | Платформы              | Платформы      | Вселенная      |
| Год                                             | Название                                               | Разработчик                  | Игровые приставки                             | Компьютерные   | Портативные    | Мобильные              | Другие         | Вселенная      |
| Основная серия                                  | Основная серия                                         | Основная серия               | Основная серия                                | Основная серия | Основная серия | Основная серия         | Основная серия | Основная серия |
| ----------------------------------------------- | ------------------------------------------------------ | ---------------------------- | --------------------------------------------- | -------------- | -------------- | ---------------------- | -------------- | -------------- |
| 1997                                            | Grand Theft Auto                                       | DMA Design                   | PS1                                           | Windows MS-DOS | GBC            |                        |                | 2D             |
| 1999                                            | Grand Theft Auto 2                                     | DMA Design                   | PS1 Dreamcast                                 | Windows        | GBC            |                        |                | 2D             |
| 2001                                            | Grand Theft Auto III                                   | DMA Design                   | PS2 Xbox                                      | Windows OS X   |                | Android iOS Fire OS    |                | 3D             |
| 2002                                            | Grand Theft Auto: Vice City                            | Rockstar North               | PS2 Xbox                                      | Windows OS X   |                | Android iOS Fire OS    |                | 3D             |
| 2004                                            | Grand Theft Auto: San Andreas                          | Rockstar North               | PS2 Xbox PS3 [ A ] . Xbox 360 [ B ]           | Windows OS X   |                | Android iOS WP Fire OS | Oculus Quest 2 | 3D             |
| 2008                                            | Grand Theft Auto IV                                    | Rockstar North               | PS3 Xbox 360                                  | Windows        |                |                        |                | HD             |
| 2013                                            | Grand Theft Auto V                                     | Rockstar North               | PS3 Xbox 360 PS4 Xbox One PS5 Xbox Series X/S | Windows        |                |                        |                | HD             |
| 2026                                            | Grand Theft Auto VI                                    | Rockstar Studios             | PS5 Xbox Series X/S                           |                |                |                        |                | HD             |
| Дополнения                                      |                                                        |                              |                                               |                |                |                        |                |                |
| 1999                                            | Grand Theft Auto: London 1969                          | Rockstar Canada              | PS1                                           | Windows MS-DOS |                |                        |                | 2D             |
| 1999                                            | Grand Theft Auto: London 1961                          | Rockstar Canada              |                                               | Windows MS-DOS |                |                        |                | 2D             |
| 2009                                            | Grand Theft Auto IV: The Lost and Damned               | Rockstar North               | PS3 Xbox 360                                  | Windows        |                |                        |                | HD             |
| 2009                                            | Grand Theft Auto: The Ballad of Gay Tony               | Rockstar North               | PS3 Xbox 360                                  | Windows        |                |                        |                | HD             |
| Портативные игры                                |                                                        |                              |                                               |                |                |                        |                |                |
| 2004                                            | Grand Theft Auto Advance                               | Digital Eclipse              |                                               |                | GBA            |                        |                | 3D             |
| 2005                                            | Grand Theft Auto: Liberty City Stories                 | Rockstar Leeds               | PS2                                           |                | PSP            | iOS Android Fire OS    |                | 3D             |
| 2006                                            | Grand Theft Auto: Vice City Stories                    | Rockstar Leeds               | PS2                                           |                | PSP            |                        |                | 3D             |
| 2009                                            | Grand Theft Auto: Chinatown Wars                       | Rockstar Leeds               |                                               |                | PSP DS         | iOS Android Fire OS    |                | HD             |
| Сборники и переиздания                          |                                                        |                              |                                               |                |                |                        |                |                |
| 1999                                            | Grand Theft Auto: Director’s Cut                       | DMA Design / Rockstar Canada | PS1                                           | Windows MS-DOS |                |                        |                | 2D             |
| 2003                                            | Grand Theft Auto: The Classics Collection              | DMA Design / Rockstar Canada | PS1                                           | Windows        |                |                        |                | 2D             |
| 2003                                            | Grand Theft Auto Double Pack                           | Rockstar North               | PS2 Xbox                                      |                |                |                        |                | 3D             |
| 2005                                            | Grand Theft Auto: The Trilogy                          | Rockstar North               | Xbox PS2                                      | Windows OS X   |                |                        |                | 3D             |
| 2009                                            | Grand Theft Auto Double Pack                           | Rockstar Leeds               | PS2                                           |                | PSP            |                        |                | 3D             |
| 2009                                            | Grand Theft Auto: Episodes from Liberty City           | Rockstar North               | Xbox 360 PS3                                  | Windows        |                |                        |                | HD             |
| 2010                                            | Grand Theft Auto IV: Complete Edition                  | Rockstar North               | Xbox 360 PS3                                  | Windows        |                |                        |                | HD             |
| 2021                                            | Grand Theft Auto: The Trilogy — The Definitive Edition | Grove Street Games           | Switch [ L ] PS4 PS5 Xbox One Xbox Series X/S | Windows        | Switch         | Android iOS            |                | 3D             |
| Заметки: 1. 2. 3. 4. 5. 6. 7. 8. 9. 10. 11. 12. |                                                        |                              |                                               |                |                |                        |                |                |

| 1997 | Grand Theft Auto                                       |
| 1998 |                                                        |
| 1999 | Grand Theft Auto: London 1969                          |
| 1999 | Grand Theft Auto: London 1961                          |
| 1999 | Grand Theft Auto 2                                     |
| 2000 |                                                        |
| 2001 | Grand Theft Auto III                                   |
| 2002 | Grand Theft Auto: Vice City                            |
| 2003 | Grand Theft Auto: Double Pack                          |
| 2004 | Grand Theft Auto: San Andreas                          |
| 2004 | Grand Theft Auto Advance                               |
| 2005 | Grand Theft Auto: The Trilogy                          |
| 2005 | Grand Theft Auto: Liberty City Stories                 |
| 2006 | Grand Theft Auto: Vice City Stories                    |
| 2007 |                                                        |
| 2008 | Grand Theft Auto IV                                    |
| 2009 | Grand Theft Auto IV: The Lost and Damned               |
| 2009 | Grand Theft Auto: Chinatown Wars                       |
| 2009 | Grand Theft Auto: The Ballad of Gay Tony               |
| 2010 |                                                        |
| 2011 |                                                        |
| 2012 |                                                        |
| 2013 | Grand Theft Auto V                                     |
| 2013 | Grand Theft Auto Online                                |
| 2014 |                                                        |
| 2015 |                                                        |
| 2016 |                                                        |
| 2017 |                                                        |
| 2018 |                                                        |
| 2019 |                                                        |
| 2020 |                                                        |
| 2021 | Grand Theft Auto: The Trilogy — The Definitive Edition |
| 2022 |                                                        |
| 2023 |                                                        |
| 2024 |                                                        |
| 2025 |                                                        |
| 2026 | Grand Theft Auto VI                                    |

Первая игра серии была выпущена на платформах MS-DOS, Windows и PlayStation в 1997 году; на Game Boy Color игра была портирована в урезанном виде. Первая GTA поддерживала графические ускорители 3dfx. Было выпущено два дополнения: Grand Theft Auto: London 1969, которое добавило новый город Лондон, саундтрек состоящий из 21 трека, новые пешеходы и автомобили. В 1999 году было распродано свыше 10 000 копий и Grand Theft Auto: London 1961, которое требовало установленное первое дополнение London 1969. В игру помимо самого Лондона добавлен город Манчестер, новые диалоги, миссии.
Grand Theft Auto 2 была выпущена в 1999 году. Графический движок был улучшен — игра теперь использовала DirectX и поддерживала графические ускорители Direct3D. Игровой процесс отличался от предыдущих игр, так как игрок мог выбирать, на какие из криминальных организаций ему работать. Также была выпущена на PlayStation и Dreamcast и, несколько укороченная версия для Game Boy Color. В это же время в разработке находилась Grand Theft Auto: Online Crime World — многопользовательская компьютерная игра, которая разрабатывалась DMA Design для PC-совместимых компьютеров в 1999 году. В определённый момент разработки GTA: Online Crime World была отменена.
В 2001 году была выпущена Grand Theft Auto III. Игра стала полностью трёхмерной, с видом от третьего лица. Традиционный вид сверху, использовавшийся в предыдущих играх, можно задействовать, нажимая кнопку переключения ракурсов камеры. Мультиплеер отсутствовал, но GTA III выделялась другим — например, качеством озвучивания и сюжетом (в предыдущих играх было озвучено только несколько коротких анимационных роликов между уровнями, остальная речь была представлена текстом, который высвечивался внизу экрана). Спустя год, в 2002 году была выпущена Grand Theft Auto: Vice City, визитной карточкой которой стал ретро-стиль 1980-х годов и атмосфера, навеянная популярными американскими фильмами «Лицо со шрамом», «Путь Карлито», а также телесериалом «Полиция Майами». В 2004 году были выпущены 2 игры: первой вышла Grand Theft Auto Advance, которая изначально планировалась как версия GTA III с фиксированным видом сверху для Game Boy Advance, в результате стала отдельной игрой, а позже состоялся выход Grand Theft Auto: San Andreas, в которую было добавлено множество элементов, ранее встречавшихся только в ролевых играх. Вокруг San Andreas развернулся крупный скандал из-за мини-игры сексуального содержания: официально в игре она не присутствовала, но её программный код был обнаружен в версиях для игровых консолей и ПК (см. Модификация Hot Coffee). В результате GTA: San Andreas была снята с продажи во множестве магазинов; ESRB-рейтинг игры был изменён с «M» (англ. Маture, только от 17 лет) на «AO» (англ. Adults Only, только для взрослых). Вскоре Rockstar выпустила исправленную версию игры для ПК, Xbox и PlayStation 2, вернув игре ESRB рейтинг «M». В 2005 году была выпущена Grand Theft Auto: Liberty City Stories, а в 2006 году — Grand Theft Auto: Vice City Stories. LCS вышла на PlayStation 2 в июне 2006 года. В 2015 году в честь десятилетия, игра вышла на сенсорные мобильные устройства iOS, а в 2016 году — на Android. Vice City Stories была выпущена 31 октября 2006 года (Северная Америка) / 3 ноября 2006 года (Европа) для PlayStation Portable, а 6 марта 2007 года появился порт VCS для PlayStation 2.
В 2008 году состоялся релиз Grand Theft Auto IV, которая стала второй игрой, выпущенной Rockstar Games на игровом движке Rockstar Advanced Game Engine. В 2009 году к ней были выпущены 2 дополнения: Grand Theft Auto IV: The Lost and Damned и Grand Theft Auto: The Ballad of Gay Tony. В том же году была выпущена Grand Theft Auto: Chinatown Wars. Игра вышла 17 марта 2009 года в США и 20 марта 2009 года в Европе. Версия для PlayStation Portable вышла 20 октября 2009 года. Версия для iPhone и iPod touch вышла 18 января 2010 года. 9 сентября 2010 года Rockstar Games выпустила HD версию игры для iOS. 17 декабря был осуществлён порт игры на мобильные устройства под управлением Android OS.
25 октября 2011 года на официальном сайте Rockstar появился баннер с логотипом Grand Theft Auto V. Премьера первого трейлера игры состоялась 2 ноября 2011 года. Игра разработана Rockstar North. Игра вышла 17 сентября 2013 года для консолей седьмого поколения Xbox 360 и PlayStation 3. Выход на консолях нового поколения состоялся 18 ноября 2014 года, на ПК игра вышла 14 апреля 2015 года. Многопользовательский режим под названием Grand Theft Auto Online был запущен 1 октября 2013 года. В 2021 году был анонсирован сборник Grand Theft Auto: The Trilogy — The Definitive Edition, выход которого состоялся 11 ноября 2021 на платформах Windows, PlayStation 4, PlayStation 5, Xbox One, Xbox Series X/S и Nintendo Switch. На Android и IOS релиз состоится в первой половине 2022 года.
4 февраля 2022 года Rockstar Games объявила, что разработка новой части серии «идёт полным ходом». Также было объявлено, что 15 марта этого же года состоится релиз Grand Theft Auto V и Grand Theft Auto Online для игровых консолей девятого поколения.
18 сентября 2022 года пользователь форума GTAForums под ником teapotuberhacker опубликовал архив с записями раннего геймплея Grand Theft Auto VI и десять тысяч строк исходного кода игры. 19 сентября 2022 года Rockstar Games официально подтвердила данную утечку.

## Состав разработчиков

### Основная серия
| Год  | Игра                          | Руководители                            | Продюсер(ы)                              | Исполнительные продюсеры | Геймдизайнер(ы)                                         | Сценарист(ы)                             | Программист(ы)                             | Художник(и)  | Композитор(ы)                                                     |
| ---- | ----------------------------- | --------------------------------------- | ---------------------------------------- | ------------------------ | ------------------------------------------------------- | ---------------------------------------- | ------------------------------------------ | ------------ | ----------------------------------------------------------------- |
| 1997 | Grand Theft Auto              | Кейт Р. Гамильтон                       | Дэвид Джонс                              | Сэм Хаузер               | Стивен Бэнкс, Пол Фарли, Билли Томсон                   | Брайан Бэглоу, Брайан Лоусон             | Майк Дэйлли, Кейт Р. Гамильтон             | Айан Маккуи  | Колин Андерсон, Крэйг Коннер, Грант Миддлтон                      |
| 1999 | Grand Theft Auto 2            | Найджел Конрой, Адриан Херст, Эмел Акия | Колин Макдональд, Тина Шолефилд-Николсон | Сэм Хаузер, Дэвид Джонс  | Стивен Бэнкс, Билли Томсон, Уильям Миллс                | Дэн Хаузер                               | Кейт Р. Гамильтон                          | Айан Маккуи  | Колин Андерсон, Крэйг Коннер, Берт Рид, Стюарт Росс, Пол Скаргилл |
| 2001 | Grand Theft Auto III          | Лесли Бензис                            | Лесли Бензис, Дэн Хаузер                 | Сэм Хаузер               | Крейг Филши, Уильям Миллс, Крис Ротвелл, Джеймс Уорролл | Дэн Хаузер, Пол Куровски, Джеймс Уорролл | Адам Фаулер, Обби Вермей                   | Аарон Гарбут | Крэйг Коннер, Стюарт Росс                                         |
| 2002 | Grand Theft Auto: Vice City   | Лесли Бензис                            | Лесли Бензис, Дэн Хаузер                 | Сэм Хаузер               | Лесли Бензис                                            | Дэн Хаузер, Джеймс Уорролл               | Адам Фаулер, Александр Роджер, Обби Вермей | Аарон Гарбут | Лекс Хортон                                                       |
| 2004 | Grand Theft Auto: San Andreas | Лесли Бензис                            | Лесли Бензис, Дэн Хаузер                 | Сэм Хаузер               | Лесли Бензис                                            | Дэн Хаузер, Джеймс Уорролл, DJ Пух       | Адам Фаулер, Александр Роджер, Обби Вермей | Аарон Гарбут | Майкл Хантер                                                      |
| 2008 | Grand Theft Auto IV           | Лесли Бензис                            | Лесли Бензис                             | Сэм Хаузер               | Лесли Бензис                                            | Дэн Хаузер. Руперт Хамфрис               | Адам Фаулер, Александр Роджер, Обби Вермей | Аарон Гарбут | Майкл Хантер                                                      |
| 2013 | Grand Theft Auto V            | Лесли Бензис, Имран Сарвар              | Лесли Бензис, Имран Сарвар               | Сэм Хаузер, Дэн Хаузер   | Лесли Бензис, Имран Сарвар                              | Дэн Хаузер. Руперт Хамфрис               | Адам Фаулер                                | Аарон Гарбут | Tangerine Dream, Вуди Джексон, The Alchemist, Oh No               |
| 2026 | Grand Theft Auto VI           | TBA                                     | TBA                                      | Сэм Хаузер               | TBA                                                     | TBA                                      | TBA                                        | Аарон Гарбут | TBA                                                               |

## Отзывы, критика и продажи
| Игра                                                   | GameRankings                                                      | Metacritic                                                        |
| ------------------------------------------------------ | ----------------------------------------------------------------- | ----------------------------------------------------------------- |
| Grand Theft Auto                                       | (PC) 78.50% (PS1) 68.33% (GBC) 57.33%                             | Н/Д                                                               |
| Grand Theft Auto: London 1969                          | (PC) 75.44% (PS1) 69.00%                                          | Н/Д                                                               |
| Grand Theft Auto 2                                     | (PC) 71.50% (DC) 70.80% (PS1): 69.92% (GBC) 35.00%                | (PS1) 70/100                                                      |
| Grand Theft Auto III                                   | (PS2) 95.19% (PC) 93.54% (iOS) 86.50% (AND) 70.00%                | (PS2) 97/100 (PC) 93/100 (iOS) 80/100                             |
| Grand Theft Auto: Vice City                            | (PS2) 94.43% (PC) 94.39% (AND) 90.00% (iOS) 80.80%                | (PS2) 95/100 (PC) 94/100 (iOS) 80/100                             |
| Grand Theft Auto Advance                               | (GBA) 70.35%                                                      | (GBA) 68/100                                                      |
| Grand Theft Auto: San Andreas                          | (PS2) 95.08% (Xbox) 92.29% (PC) 91.94% (iOS) 83.69% (X360) 66.00% | (PS2) 95/100 (Xbox) 93/100 (PC) 93/100 (iOS) 84/100               |
| Grand Theft Auto: Liberty City Stories                 | (iOS) 90.00% (PSP) 87.45% (PS2) 77.38%                            | (PSP) 88/100 (PS2) 78/100                                         |
| Grand Theft Auto: Vice City Stories                    | (PSP) 85.01% (PS2) 75.96%                                         | (PSP) 86/100 (PS2) 75/100                                         |
| Grand Theft Auto IV                                    | (PS3) 97.04% (X360) 96.67% (PC) 88.48%                            | (PS3) 98/100 (X360) 98/100 (PC) 90/100                            |
| Grand Theft Auto IV: The Lost and Damned               | (PS3) 94.00% (PC) 94.00% (X360) 89.73%                            | (X360) 90/100 (PS3) 88/100                                        |
| Grand Theft Auto: Chinatown Wars                       | (iOS) 95.62% (NDS) 92.71% (PSP) 90.39%                            | (NDS) 93/100 (iOS) 91/100 (PSP) 90/100                            |
| Grand Theft Auto: The Ballad of Gay Tony               | (PS3) 90.00% (PC) 90.00% (X360) 89.43%                            | (X360) 89/100 (PS3) 87/100                                        |
| Grand Theft Auto V                                     | (XOne) 98.33% (PS3) 97.01% (PS4) 96.33% (X360) 96.10% (PC) 95.07% | (PS4) 97/100 (XOne) 97/100 (PS3) 97/100 (X360) 97/100 (PC) 96/100 |
| Grand Theft Auto Online                                | (X360) 82.00% (PS3) 76.00%                                        | (PS3) 83/100 (X360) 80/100                                        |
| Grand Theft Auto: The Trilogy — The Definitive Edition | Н/Д                                                               | XSXS: 56/100 PS5: 54/100 PC: 49/100 NS: 46/100                    |

Показатели продаж Grand Theft Auto III были высокими, игра первой в серии имела крупный коммерческий успех, тем самым заранее обрекая на успех последующие игры GTA. По данным на июль 2006 года, GTA: LCS — самая продаваемая игра для портативной игровой приставки Sony PlayStation Portable. Через неделю после выхода Grand Theft Auto IV разошлась тиражом 6 миллионов копий, принеся Rockstar Games более 500 млн долларов.
Серия неоднократно подвергалась критике со стороны бывшего адвоката Джека Томпсона.
| Год  | Игра                                         | Продано копий   | Прим.  |
| ---- | -------------------------------------------- | --------------- | ------ |
| 2013 | Grand Theft Auto V                           | 200 миллионов+  | [ 97 ] |
| 2004 | Grand Theft Auto: San Andreas                | 27,5 миллионов+ | [ 98 ] |
| 2008 | Grand Theft Auto IV                          | 25 миллионов+   | [ 99 ] |
| 2002 | Grand Theft Auto: Vice City                  | 17,5 миллионов+ | [ 99 ] |
| 2001 | Grand Theft Auto III                         | 14,5 миллионов+ | [ 99 ] |
| 2005 | Grand Theft Auto: Liberty City Stories       | 11 миллионов+   | [ 99 ] |
| 2006 | Grand Theft Auto: Vice City Stories          | 6 миллионов+    | [ 99 ] |
| 2009 | Grand Theft Auto: Episodes from Liberty City | 3 миллиона+     | [ 99 ] |

## Похожие игры
Выход Grand Theft Auto III рассматривается как важное событие в истории компьютерных игр, как и выход Doom почти десятилетием ранее.
Во время интервью, посвящённого 10-летию выхода Grand Theft Auto III, продюсер серии Street Fighter Ёсинори Оно сказал: «Не будет преувеличением сказать, что Grand Theft Auto III изменила индустрию, и мы можем в принципе разделить время до и после её появления как отдельные эпохи». В той же статье директор студии Bethesda, Тодд Говард, сказал: «Признак действительно великой игры — это то, сколько людей пытаются повторить или подражать ей и терпят неудачу. За этой игрой стоит длинная очередь».
Последующие игры, которые следовали этой формуле вождения и стрельбы, были названы «клонами Grand Theft Auto». Некоторые рецензенты даже распространили этот ярлык на серию Driver, хотя эта серия началась за несколько лет до выхода Grand Theft Auto III. Клоны Grand Theft Auto — это разновидность трёхмерных action-adventure игр, в которых игрокам предоставляется возможность управлять любым транспортным средством или стрелять из любого оружия, исследуя открытый мир. Эти игры часто включают в себя темы насилия и криминала. Известными играми, сравнимыми с Grand Theft Auto, являются Saints Row, Scarface: The World Is Yours, True Crime: Streets of LA, Watch Dogs, Sleeping Dogs, Just Cause, Mafia и The Godfather.